# Bauyrzhan Islamkhan
Bauyrzhan Yerbosynuly Islamkhan, más conocido como Bauyrzhan Islamkhan, (Taraz, 23 de febrero de 1993) es un futbolista kazajo que juega de centrocampista en el F. C. Astana de la Liga Premier de Kazajistán.

## Trayectoria

### Taraz
Islamkhan surgió en la academia juvenil del FK Taraz y destacó desde el principio. Hizo su debut en el primer equipo el 6 de marzo de 2011 en un partido de la Premier League de Kazajistán contra el Irtysh Pavlodar, a la edad de 18 años, y desde entonces integró la plantilla del primer equipo del Taraz. Al año siguiente se convirtió en capitán del club cuando solo tenía 19 años. También marcó seis goles durante su estancia en Taraz. En la temporada 2012 en la Premier League, Islamkhan jugó 22 partidos y marcó 4 goles. Ganó el premio al Jugador Joven del Año de la Federación de Fútbol de Kazajistán votado por los entrenadores por sus actuaciones en su campaña para Taraz durante la temporada 2012.

### Kuban Krasnodar
En su cumpleaños en 2013, firmó un contrato de tres años con Kuban Krasnodar. Hizo su debut el 25 de febrero de 2013 en un partido amistoso contra el Torpedo Armavir. Sin embargo, no jugó para ellos en la Premier League rusa y permaneció allí medio año jugando en el filial.

#### Cesión a Astana
El 6 de junio de 2013 se unió al Astana en un contrato de cesión de una temporada. Durante esta experiencia, jugó siete partidos y marcó un gol. El 4 de julio de 2013 debutó en la Liga Europa de la UEFA, entrando desde el banquillo en el minuto 62 en un partido de la primera fase de clasificación ante el Botev Plovdiv.

### Kairat Almaty
El 11 de febrero de 2014 se firma un acuerdo de transferencia entre los equipos FC Kuban Krasnodar y FC Kairat por el que firma un contrato de tres años con Kairat. A finales de julio de 2016 recibió una oferta del campeón y equipo líder de la Premier League de Kazajistán en ese momento, el FC Astana, para unirse al equipo cuando expire su contrato con el FC Kairat. Sin embargo ésta fue rechazado por el futbolista. Islamkhan abandona el Kairat al final de la temporada 2019 tras finalizar su contrato. Tras esto estuvo a prueba con el Zenit de San Petersburgo en enero en una gira por Catar.

### Al Ain
El 31 de enero de 2020 fichó por el Al Ain FC de los Emiratos Árabes Unidos hasta el final de la temporada 2019-20. En diciembre recibió una suspensión de dos años del fútbol después de dar positivo por una sustancia prohibida después de un partido de Al Ain en la Liga de Campeones de la AFC durante septiembre.

## Selección nacional
Islamkhan hizo su debut con la selección de fútbol de Kazajistán el 29 de febrero de 2012 frente a la selección de fútbol de Letonia.
Marcó su primer gol el 12 de agosto de 2014 ante la selección de fútbol de Tayikistán.

## Clubes
| Club                  | País       | Año       |
| --------------------- | ---------- | --------- |
| F. C. Taraz           | Kazajistán | 2011-2013 |
| F. K. Kuban Krasnodar | Rusia      | 2013-2014 |
| F. C. Astana (cedido) | Kazajistán | 2013      |
| F. C. Kairat Almaty   | Kazajistán | 2014-2019 |
| Al-Ain                | EAU        | 2020-2021 |
| F. C. Ordabasy        | Kazajistán | 2023-2024 |
| F. C. Turan           | Kazajistán | 2025      |
| F. C. Astana          | Kazajistán | 2025-     |

## Palmarés

### Títulos nacionales
| Título                     | Club                | País       | Año  |
| -------------------------- | ------------------- | ---------- | ---- |
| Copa de Kazajistán         | F. C. Kairat Almaty | Kazajistán | 2014 |
| Copa de Kazajistán         | F. C. Kairat Almaty | Kazajistán | 2015 |
| Supercopa de Kazajistán    | F. C. Kairat Almaty | Kazajistán | 2016 |
| Supercopa de Kazajistán    | F. C. Kairat Almaty | Kazajistán | 2017 |
| Copa de Kazajistán         | F. C. Kairat Almaty | Kazajistán | 2017 |
| Copa de Kazajistán         | F. C. Kairat Almaty | Kazajistán | 2018 |
| Liga Premier de Kazajistán | F. C. Ordabasy      | Kazajistán | 2023 |